# Випадковий фактор
Випадковий фактор (англ. The Random Factor) — канадський фантастичний фільм 1995 року.

## Сюжет
Канадський лікар винаходить унікальний апарат, який здатен виліковувати людей, повертаючи процес хвороби назад. Мимоволі він стає жертвою перестрілки і отримавши вогнепальне поранення, використовує винахід на собі. Рана затягується, але разом з цим доктор виявляє, що він потрапив у дивний світ, який є дзеркальним відображенням.

## У ролях
| Актор              | Роль                   |
| ------------------ | ---------------------- |
| Ендрю Дівофф       | Джейк Андерс           |
| Денніс Гейден      | сенатор Джеймс Локголт |
| Глорія Прайор      | Ребекка Форман         |
| Вільям Річерт      | Алекс О'Кіф            |
| Вікторія Морселл   | Джен Андерс            |
| Ріко Месерол       | доктор Саул Рубек      |
| Пол Діон Монте     | Даміан                 |
| Мартін Остін Кларк | медсестра Рут          |
| Ден Екройд         | Декстер, озвучка       |
| Майкл О'Берн       | тележурналіст          |